# 弓削元宝
弓削 元宝児（ゆげ の がんほうじ）は、飛鳥時代の人物。名は元実児ともする。姓は連。

## 概要
『日本書紀』巻第二十五に引く、『伊吉博得が言はく』とある文章に現れる「趙元宝」と同一人物であるとする説がある。この記述によると、韓智興（かんちこう）同様、「倭種（やまとのうじ、混血児）」であったようである。
『日本書紀』の持統天皇4年（690年）10月22日条に、弓削連元実子は、百済救援戦争（白村江の戦い）に従軍して唐の捕虜になったとある。天智天皇2年（663年）、大伴部博麻が身を売って得た衣糧を得て、土師富杼、氷老、筑紫薩夜麻と共に帰国し、唐の計略を本国に知らせた。